# 田辺聖子
田辺 聖子（たなべ せいこ、本名：田邉 聖子、1928年3月27日 - 2019年6月6日）は、日本の小説家、随筆家。文化功労者、文化勲章受章者。位階は従三位。
大阪府大阪市生まれ。淀之水高等女学校を経て樟蔭女子専門学校（現大阪樟蔭女子大学）国文科卒。恋愛小説などを中心に活動し、第50回芥川龍之介賞などの受賞歴がある。

## 略歴
1928年3月27日、大阪府大阪市此花区（現・福島区）に田辺貫一と勝世（岡山出身）の間に三人の子供の長女として生まれる。父方は広島県福山市の出身で祖父の代から写真館を経営していた。大阪市内に生まれ、大阪の風俗文化に深く親しみながら育ったことが、のちの作風に影響を与えている。因みに北摂の新興都市については風俗文化が乏しいと評している。
幼少時は古典文学に親しみ、多くの少女小説を愛読した。戦時中は愛国心にあふれた軍国少女としての時代を過ごし、戦争で死ぬことを本望としていた。1943年『少女の友』の作文欄で川端康成の選により掲載された「さら」が最初の活字作品。敗戦後はその反動と喪失感から複雑な思いを抱く中で古典文学の世界に癒しを見出した。
樟蔭女子専門学校国文科を卒業後、
大阪の金物問屋に勤めながら文芸同人の『文芸首都』『大阪文学』に参加し、『花狩』はラジオドラマに採用され放送作家となった時期もある。1955年から1957年にかけて、半年間ずつ２度、大阪文学学校の夜間部に在籍。
1956年に上梓した『虹』で大阪市民文芸賞を受賞してからは本格的な作家活動に入り、恋愛をテーマにした小説や大阪弁を用いた一種の方言文学の制作に取り組んだ。1964年に「感傷旅行」で第50回芥川賞に選出され、若手女流作家の寵児となる。以降は人気作家として多くの執筆依頼を受けていくが、純文学の賞である芥川賞の受賞者としての立場を枷に感じ、後年に「直木賞の方が欲しかった」と冗談含みで語っている。1987年の第97回直木賞から2004年第132回まで直木賞の選考委員を務めた。
次第に大衆小説へと軸足を移し、より身近な設定で恋愛小説や社会風刺的なエッセイなどを精力的に執筆する。また古典文学の流れから歴史小説にも活躍の場を広げ、同じ大阪出身の歴史小説家である司馬遼太郎とも親睦を結んでいるほか、自身も江戸時代の俳諧師・小林一茶の生涯を描いた『ひねくれ一茶』で吉川英治文学賞を受賞している。小松左京や筒井康隆ら関西SF作家たちとの交際も長く、『おせいさんの落語』は彼らも顔負けの奔放なイマジネーションを駆使した奇想小説集であり、連作短編集『お聖どん・アドベンチャー』の題は筒井のアイディアである。1995年に紫綬褒章を受章する（67歳）。2000年に文化功労者。
2006年にはエッセイなどをもとにした朝の連続テレビ小説『芋たこなんきん』（NHK大阪放送局制作）が作られた。2007年に母校の大阪樟蔭女子大学小阪キャンパス図書館内に田辺聖子文学館が開館。長年の執筆活動を称えて、2008年に文化勲章を授与された。2009年には著作をもとにした朗読劇「田辺聖子の世界」が公開され、3月30日と31日には銀座博品館劇場で、同年5月9日には兵庫県立芸術文化センターで、いずれも萬田久子主演で上演された。
2019年6月6日、総胆管結石による胆管炎で神戸市内の病院において死去。91歳だった。死没日をもって従三位に叙される。

## 人物
- 30代後半まで独身だったが、医師の川野純夫（1924〜2002）と知り合い、1966年に結婚（婚姻の届出はせず事実婚）。2002年に死別するまで36年間連れ添った。
  - 田辺が文学仲間の川野彰子（1964年死去）への追悼文を寄せたことが縁となり、夫だった川野と知り合った。川野は子ども4人、両親、弟、妹と同居の大家族だった。
- 週刊文春に連載した一連の随筆を「カモカ・シリーズ」（1971年10月 - 1987年6月）と呼ぶ[7]。足かけ17年続いた人気連載で、しばしば「おせいさん」と「カモカのおっちゃん」[8]の対話形式となっている。
  - 「カモカのおっちゃん」は当初は架空の人物という設定だったが、週刊文春でイラストを担当した高橋孟が、川野をモデルに描いたことから、カモカ＝川野という扱いになったという[9]。
- 1977年から8年間、夫や知人らと「カモカ連」として徳島の阿波踊りに参加し、踊った[10]。
- 1976年に伊丹市へ引越し、1995年には阪神・淡路大震災を経験。後に震災時の経験をまとめた著書『ナンギやけれど…わたしの震災記』を発表する。
  - 伊丹市からは後に名誉市民を授与され、伊丹市立図書館新本館の名誉館長に就任している[11]。
- 無類のスヌーピーグッズ愛好家であったのは、そこはかとなく顔が似ていたからである。
- 宝塚歌劇ファンでもあり、自著『隼別王子の叛乱』『新源氏物語』『舞え舞え蝸牛 新・落窪物語』などの作品が宝塚で舞台化された[12]。
- 「必殺シリーズ」のファンとしても有名で、劇場版パンフレットにエッセイを寄せたり、『必殺仕事人III』においてはその方向性に苦言を呈し、それを聞いたプロデューサーが番組内容を修正することがあった。

## 受賞など

### 文学賞
- 1956年 - 『虹』で大阪市民文芸賞
- 1964年 - 『感傷旅行』で第50回芥川賞
- 1987年 - 『花衣ぬぐやまつわる……わが愛の杉田久女』で女流文学賞
- 1993年 - 『ひねくれ一茶』で吉川英治文学賞
- 1994年 - 第42回菊池寛賞
- 1998年 - 『道頓堀の雨に別れて以来なり――川柳作家・岸本水府とその時代』で第26回泉鏡花文学賞
- 1999年 - 『道頓堀の雨に別れて以来なり――川柳作家・岸本水府とその時代』で第50回読売文学賞（評論・伝記賞）
- 2003年 - 『姥ざかりの花の旅傘』で第8回蓮如賞
- 2007年 - 2006年度朝日賞[13]

### 栄典
- 1995年 - 紫綬褒章
- 2000年 - 文化功労者
- 2008年 - 文化勲章
- 2019年 - 叙従三位

### 名誉市民
- 2009年 - 伊丹市名誉市民

## 主な作品

### 小説

#### 長編
- 『花狩』東都書房 1958年 のち中公文庫
- 『甘い関係』三一書房 1968年 のち文春文庫
- 『女の食卓』春陽文庫 1968年 のち講談社文庫
- 『猫も杓子も』ポケット文春 1969年 のち文庫
- 『女の日時計』読売新聞社 1970年 のち角川文庫
- 『窓を開けますか?』新潮社 1972年 のち文庫
- 『求婚旅行』サンケイ新聞社出版局 1973年-1974年 のち文春文庫
- 『すべってころんで』朝日新聞社 1973年 のち中公文庫
- 『言い寄る』文藝春秋 1974年 のち文庫、講談社文庫
- 『夜あけのさよなら』新潮社 1974年 のち文庫
- 『花婿読本』番町書房 1974年
- 『夕ごはんたべた?』新潮社 1975年 のち文庫
- 『休暇は終った』新潮社 1976年 のち文庫
- 『朝ごはんぬき?』実業之日本社 1976年 のち新潮文庫
- 『私的生活』講談社、1976年 のち文庫
- 『隼別王子の叛乱』中央公論社 1977年 のち文庫
- 『浜辺先生町を行く』文藝春秋 1977年 のち文庫
- 『お聖どん・アドベンチャー』徳間書店 1977年 のち集英社文庫
- 『まごつき一家』ポプラ社文庫 1977年 のち角川文庫
- 『愛の幻滅』光文社 1978年 のち講談社文庫
- 『中年ちゃらんぽらん』講談社 1978年 のち文庫
- 『愛してよろしいですか?』集英社 1979年 のち文庫
- 『魚は水に女は家に』新潮社 1979年 のち角川文庫
- 『スヌー物語 - 浜辺先生ぶーらぶら』文藝春秋 1979年 のち文庫
- 『日毎の美女 - 新・醜女の日記』講談社 1979年 のち文庫
- 『蝶花嬉遊図』講談社 1980年 のち文庫、ちくま文庫
- 『姥ざかり』新潮社 1981年 のち文庫
- 『しんこ細工の猿や雉』（田辺聖子長篇全集 18）文藝春秋、1981年 のち文庫（自伝小説）」
- 『お目にかかれて満足です』中央公論社 1982年 のち集英社文庫
- 『苺をつぶしながら - 新・私的生活 -』講談社 1982年 のち文庫
- 『風をください』集英社 1982年 のち文庫
- 『返事はあした』集英社 1983年 のち文庫
- 『ダンスと空想』文藝春秋 1984年 のち文庫
- 『姥ときめき』新潮社 1984年 のち文庫
- 『恋にあっぷあっぷ』光文社 1984年 のち集英社文庫
- 『ベッドの思惑』実業之日本社 1985年 のち集英社文庫
- 『どんぐりのリボン』講談社 1986年 のち文庫
- 『姥うかれ』新潮社 1987年 のち文庫
- 『九時まで待って』集英社 1988年 のち文庫
- 『不機嫌な恋人』角川書店 1988年 のち文庫、講談社文庫
- 『お気に入りの孤独』集英社 1991年 のち文庫
- 『おかあさん疲れたよ』講談社 1992年 のち文庫
- 『ひねくれ一茶』講談社 1992年 のち文庫
- 『姥勝手』新潮社 1993年 のち文庫
- 『王朝懶夢譚』文藝春秋 1995年 のち文庫
- 『鏡をみてはいけません』集英社 1996年 のち文庫

#### 短編集・作品選集
- 『感傷旅行（センチメンタル・ジャーニィ）』文藝春秋新社 1964年 のち春陽文庫、角川文庫
  - 収録作品（角川文庫版）：感傷旅行 / 大阪無宿 / 女運長久 / 鬼たちの声 / 山家鳥虫歌 / 喪服記 / 容色 / とうちゃんと争議
- 『私の大阪八景』文藝春秋新社 1965年 のち角川文庫、岩波現代文庫
  - 収録作品：その1 民のカマド＜福島界隈＞ / その2 陛下と豆の木＜淀川＞ / その3 神々のしっぽ＜馬場町・教育塔＞ / その4 われら御楯＜鶴橋の闇市＞ / その5 文明開化＜梅田新道＞
- 『わが敵』徳間書店 1967年
  - 収録作品：わが敵 / うたかた / おんな商売 / 女運長久
- 『鬼たちの声』文藝春秋 1968年 のち文庫
  - 収録作品：鬼たちの声 / 山家鳥虫歌 / 花の主婦連 / 男ともだち / 喪服記 / 容色 / 鬼と夕顔 / 花婿読本 / とうちゃんと争議
- 『ここだけの女の話』新潮社 1970年 のち文庫
  - 収録作品：シーソー夫婦 / 下町 / びっくりハウス / 火気厳禁 / 帽子と求婚 / 旅行者はみな駅へ行く / 金箔の街 / 巴里の泣き黒子 / ろばと夢のなかの海 / ここだけの女の話
- 『浮舟寺』毎日新聞社 1971年 のち角川文庫
  - 収録作品：浮舟寺 / さくらんぼ / 書き屋一代 / 虚説・気晴亭 / 出ばやし一代 / 中年 / 雪のめぐりあい
- 『貞女の日記』中央公論社 1971年 のち文庫
  - 収録作品：武門の意気地 / うるさがた / 女と女房 / 貞女の日記 / 縁の切れ目 / 正義の味方 / たのしきわが家
- 『もと夫婦』講談社 1971年 のち文庫
  - 収録作品：もと夫婦 / 求婚 / あじさい娘 / あめりか・じゃがたら文 / 金蒔絵の雲 / 蒸発旅行 / 暗い花 / 首くくり上人 / 壇の浦
- 『あかん男』読売新聞社 1971年 のち角川文庫
  - 収録作品：あかん男 / プレハブ・パーティ / ことづて / へらへら / さびしがりや / 狸と霊感 / かげろうの女
- 『おせいさんの落語』筑摩書房 1974年 のち角川文庫、ちくま文庫
  - 収録作品：貸ホーム屋 / 愛のロボット / ツチノコ女房 / いまどきの年寄り / すずめ女房 / 草ひき / 鬼神 / 新・モモタロー / 一寸法師とお姫さま / 舌切婆 / ずくずく
- 『中年の眼にも涙』文藝春秋 1974年 のち文庫
  - 収録作品：中年の眼にも涙 / 外づら内づら / おちょろ舟 / ああ紅の血は燃ゆる / 中年ざかり / 花の中年 / 廃村
- 『無常ソング - 小説・冠婚葬祭』講談社 1974年 のち文庫
  - 収録作品：略式結婚 / 無常ソング / 赤ちゃん狼 / 正月からくり / いいたい放題 / 嘆きの仲人 / 子を作る法
- 『ほとけの心は妻ごころ』実業之日本社 1974年 のち角川文庫
  - 収録作品：もう長うない / かんこま / 美男と野獣 / オシドリ / 気になる男 / 復古調亭主 / 坂の家の奥さん / まぶたの姑 / クワタサンとマリ
- 『うたかた』講談社 1975年 のち文庫
  - 収録作品：うたかた / 大阪の水 / 虹 / 突然の到着 / 私の愛したマリリン・モンロウ
- 『愛の風見鶏』大和出版販売 1975年 のち集英社文庫
  - 収録作品：愛の手紙 / 蝶のような女 / キイ・パーティ / トモ子の初恋 / 借りたヘアドレス / 麻美子の出発 / 加奈子の失敗 / 妻のある男 / 恋の組合わせ / 心がわり / 狂ったスケジュール / フランス人の青年 / にえきらない男 / エレベーターの恋 / めぐりあい / 再会 / 晴着 / 婚約 / わかれ
- 『妾宅・本宅 - 小説・人生相談』講談社 1976年 のち文庫
  - 収録作品：天からふんどし / こわいおとな / どこがわるい / 六十の手習い / 一身上の都合 / 浮気のすすめ / 妾宅・本宅
- 『秋のわかれ』ポプラ社文庫 1977年 のち角川文庫
  - 収録作品：秋のわかれ / 私の姉ちゃん / ぼくの心は風船玉 / 姉妹は他人のはじまり
- 『鬼の女房』角川書店 1977年 のち文庫
  - 収録作品：鬼の女房 / 鬼の語らい / 水に溶ける鬼 / 樹の上の鬼 / 鬼の歌よみ / 恋やつれの鬼
- 『世間知らず』講談社 1977年 のち文庫
  - 収録作品：比翼 / 世間知らず / 鉄の規律 / 老嬢日記 / 独身ぶとり / わが敵
- 『人間ぎらい』新潮社 1978年 のち文庫
  - 収録作品：壺坂 / 紐 / ムジナ鍋 / 夢野町はるあき / ねじり飴 / どさくさまぎれ / ツチノコをたべる / 人間ぎらい / 達人大勝負
- 『三十すぎのぼたん雪』実業之日本社 1978年 のち新潮文庫
  - 収録作品：いま何時？ / ちびんこにへらんこ / るみ子の部屋 / 母と恋人 / ぎっちょんちょん / おやすみ / 三十すぎのぼたん雪 / 風穴 / 偕老同穴
- 『孤独な夜のココア』新潮社 1978年 のち文庫
  - 収録作品：春つげ鳥 / りちぎな恋人 / 雨の降ってた残業の夜 / エープリルフール / 春と男のチョッキ / おそすぎますか？ / ひなげしの家 / 愛の罐詰 / ちさという女 / 石のアイツ / 怒りんぼ / 中京区・押小路上ル
- 『男の城』講談社 1979年 のち文庫
  - 収録作品：ぼてれん / ミルクと庖丁 / 天井の男 / 酒と女房 / 花の記憶喪失 / 女運長久 / 男の城
- 『オムライスはお好き?』光文社 1980年 のち集英社文庫
  - 収録作品：かたつむり / 結婚しない男 / わすれ貝 / ノコギリ足 / 渡り鳥おやじ / 種貸さん / オムライスはお好き?
- 『おんな商売』講談社 1981年 のち文庫
  - 収録作品：おんな商売 / お七夜 / 三人家族 / 祝い屁 / 野茶坊 / 神をにくんで人をにくまず / コンニャク八兵衛 / 犬女房 / 宝くらべ
- 『はじめに慈悲ありき』文藝春秋 1984 のち文庫
  - 収録作品：夢とぼとぼ / 神サマの肩叩き / 切る / 幽難 / 九官婆 / 無芸大食 / はじめに慈悲ありき
- 『宮本武蔵をくどく法』講談社 1985年 のち文庫
  - 収録作品：女流作家をくどく法 / ツナギの男をくどく法 / 忍びの者をくどく法 / 女探偵をくどく法 / 鞍馬天狗をくどく法 / 家つき男をくどく法 / 女闘士をくどく法 / 宮本武蔵をくどく法 / 年下男をくどく法 / タカラジェンヌをくどく法 / 二十五の女をくどく法 / 女帝をくどく法
- 『ジョゼと虎と魚たち』角川書店 1985年 のち文庫
- 『嫌妻権』光文社 1986年 のち文庫、ちくま文庫
  - 収録作品：嫌妻権について / 刺身はタマリで / おすすめ気晴らし / ボケの花 / ルンルン離婚 / たそがれの天神ひげ / たすかる関係
- 『春情蛸の足』講談社 1987年 のち文庫、ちくま文庫
  - 収録作品：春情蛸の足 / 慕情きつねうどん / 人情すきやき譚 / お好み焼き無情 / 薄情くじら / たこやき多情 / 当世てっちり事情 / 味噌と同情
- 『私本・いそっぷ物語 - おせいさんのイソップ噺』講談社 1988年 のち「私本・イソップ物語」文庫
  - 収録作品：狐がキマらないことについて / 犬の高潔なる品性の害について / 狼、すべてこの世は段取りと恰好つけであると悟ることについて / 動物村の新人類について / 狼、底には底がないと知ることについて / 狐、はじめて考えこむことについて / 獅子、女の沽券を考えることについて / 狼、楽して儲けようと思うことについて / 狼の所有する「無」について / 狼、ゼウスと対話することについて / 象、動物村の文化水準を上げることについて / 狼、女の洞察力を考えることについて / 狼、ペットを持って発見したことについて / キリンの自殺騒ぎについて / 狼、大僧正となることについて / 動物村の人間汚染公害について
- 『ブス愚痴録』文藝春秋 1989年 のち文庫
  - 収録作品：泣き上戸の天女 / ブス愚痴録 / 開き直り / 忠女ハチ公 / 波の上の自転車 / 日本常民パーティ事情 / 恋捨人 / よごれ猫 / あんたが大将―日本女性解放小史
- 『うつつを抜かして - オトナの関係 -』文藝春秋 1989年 のち文庫
  - 収録作品：すんだこと / うつつを抜かして / 制限速度 / 宇宙人のイモ / ついふらふらと / おとこ商売 / デボチン / 二階のおっちゃん
- 『不倫は家庭の常備薬』講談社 1989年 のち文庫
  - 収録作品：フリンは家庭の常備薬 / 隣の奥さん / 手づくり不倫 / JISマーク不倫 / 正しいよそ見の仕方 / 不倫をすくすく育てる方法 / 好きでんねん
- 『結婚ぎらい』光文社 1989年 のち文庫
  - 収録作品：オカルトぎらい / 結婚ぎらい / 人妻ぎらい / 家庭ぎらい / 処女ぎらい / 魚ぎらい / サムライぎらい
- 『薔薇の雨』中央公論社 1989年 のち文庫、新潮文庫
  - 収録作品：鼠の浄土 / お手紙下さい / 良妻の害について / 君や来し / 薔薇の雨
- 『どこ吹く風 - 男と女の新フレンド事情 -』実業之日本社 1989年 のち集英社文庫
  - 収録作品：事務引きつぎの巻 / 「不倫はパス」の巻 / 友を背にしての巻 / 恋と忍術の巻 / 家庭地獄の巻 / 予期せぬトラブルの巻 / 金属疲労の巻 / どこ吹く風の巻
- 『夢のように日は過ぎて』新潮社 1990年 のち文庫
  - 収録作品：深追いして / 夢のように日は過ぎて / かしこすぎて / 恋の掛金はずれて / フィフティ・フィフティして / 手ぶらで愛して / うしろめたくて
- 『よかった、会えて ユーモア小説集』実業之日本社 1992年 のち集英社文庫
  - 収録作品：よかった、会えて / 火筒のひびき遠ざかる / 正しい愛想のつかしかた / はじめまして、お父さん / 田舎の薔薇 / コテコテのあほ / 山歌村笛譜
- 『金魚のうろこ』集英社 1992年 のち文庫
  - 収録作品：金魚のうろこ / 見さかいもなく / 魚座少年 / ぬるっ / やさしくしないで / カクテルのチェリーの味は / 愛のそば
- 『愛のレンタル』文藝春秋 1993年 のち文庫
  - 収録作品：愛の周り / そういう訳にもいかへん / うずうず / このへんで… / ハートにたこ焼き / ラストオーダー
- 『週末の鬱金香（チューリップ）』中央公論社 1994年 のち文庫
  - 収録作品：冬の音匣 / 夜の香雪蘭 / 卯月鳥のゆくえ / 篝火草の窓 / 雨の草珊瑚 / 週末の鬱金香
- 『夢渦巻』集英社 1994年 のち文庫
  - 収録作品：夢笛 / 夢吟醸 / 夢煙突(チムニー) / 夢渦巻 / 夢すみれ / 夢雁
- 『ずぼら』光文社 1995年 のち文庫
  - 収録作品：ずぼら / 鬼が餅つく / りんりん / 四人め / ベッドと家霊 / 古文の犬
- 『薄荷草の恋』講談社 1995年 のち文庫
  - 収録作品：百合と腹巻 / そらあかん / 食いにげ / 卵に目鼻 / デートのメニュー / 追いかけて / いわしのてんぷら / 薄荷草の恋
- 『お聖さんの短篇 男と女』角川書店 1997年
  - 収録作品：本来さん / ほどらい / 舌ざわり / 百合と腹巻 / 薄荷草の恋 / 夢渦巻 / 古文の犬 / 鬼が餅つく / 愛の周り / このへんで… / ラストオーダー / 篝火草の窓 / 週末の鬱金香
- 『恋する罪びと』PHP研究所 2000年 のち文庫
  - 収録作品：つくも髪 / ゆらぐ玉の緒 / 焦がれる舎人 / お通純情 / 露とこたえて / 黒骨の扇 / 銀盆に黄金橘 / 月冴の妻 / 天の沼琴 / 美しい女武者 / 恋は式部の昔から / 忍ぶれど / 定家かずら / 恋する罪びと / 霧立ちわたる / 小春とおさん / 巨人の恋 / あかざりし昔 / 山へよする / 我が恋は行雲のうはの空 / 死の恋 / 不知火の恋 / 恋という真珠
- 『ほどらいの恋 お聖さんの短篇』角川文庫 2000年
  - 収録作品：本来さん / ほどらいの恋 / 舌ざわり / 古文の犬 / 鬼が餅つく / 愛の周り / このへんで… / ラストオーダー / 篝火草の窓 / 週末の鬱金香

### 随筆・日記
- 『女の目くじら』実業之日本社 1972年 のち角川文庫
- カモカ・シリーズ（文藝春秋）
  - 『女の長風呂』1973年 のち文庫
  - 『続・女の長風呂』1974年 のち文庫
  - 『イブのおくれ毛』1975年 のち文庫
  - 『続・イブのおくれ毛』1976年 のち文庫
  - 『ああカモカのおっちゃん』Ⅰ・Ⅱ 1977年 のち文庫
  - 『カモカのおっちゃん興味しんしん』Ⅰ・Ⅱ 1978年-1979年
  - 『芋たこ長電話』1980年 のち文庫
  - 『女の居酒屋』1981年 のち文庫
  - 『女の口髭』1983年 のち文庫
  - 『女の幕ノ内弁当』1984年 のち文庫
  - 『女の中年かるた』1985年 のち文庫
  - 『浪花ままごと』1986年 のち文庫
  - 『女のとおせんぼ』1987年 のち文庫
- 『言うたらなんやけど』筑摩書房 1973年 のち角川文庫
- 『女が愛に生きるとき』講談社 1973年 のち文庫
- 『籠にりんご テーブルにお茶…』主婦の友社 1975年 のち角川文庫
- 『ラーメン煮えたもご存じない』新潮社 1977年 のち文庫
- 『男はころり女はごろり』青春出版社 1977年 のち文春文庫
- 『おセイさんのほろ酔い対談』講談社 1977年 のち文庫
- 『人物日本の女性史』（共著）集英社、1977年『炎の女たち わたしの日本女性史』集英社文庫 1984年
- 『欲しがりません勝つまでは 私の終戦まで』ポプラ社（のびのび人生論） 1977年 のち新潮文庫、ポプラ文庫
- 『大阪弁ちゃらんぽらん』筑摩書房 1978年 のち中公文庫
- 『おせいカモカの対談集』海竜社 1981年 のち新潮文庫
- 『歳月切符』筑摩書房 1982年 のち集英社文庫
- 『苦味を少々 399のアフォリズム』文化出版局 1982年 のち集英社文庫
- 『いっしょにお茶を』角川書店 1983年 のち文庫
- 『夢の菓子をたべて - わが愛の宝塚』講談社 1983年 のち文庫
- 『おせいさんの団子鼻』講談社 1984年 のち文庫
- 『大阪弁おもしろ草子』講談社現代新書 1985年
- 『死なないで』筑摩書房 1985年 のち文庫
- 『川柳でんでん太鼓』講談社 1985年 のち文庫
- 『星を撒く』角川書店 1986年 のち文庫
- 『ほのかに白粉の匂い - 新・女が愛に生きるとき』講談社 1986年 のち文庫
- 『猫なで日記 私の創作ノート』集英社 1987年 のち文庫
- 『ぼちぼち草子』岩波書店 1988年 のち講談社文庫
- 『性分でんねん』筑摩書房 1989年 のち文庫
- 『天窓に雀のあしあと』中央公論社 1990年 のち文庫
- 『乗り換えの多い旅』暮しの手帖社 1992年 のち集英社文庫
- 『ほととぎすを待ちながら - 好きな本とのめぐりあい -』中央公論社 1992年 のち文庫
- 『ウキウキした気分』大和書房 1994年 のちハルキ文庫
- 『かるく一杯』筑摩書房 1995年 のち文庫
- 『ベスト・オブ・女の長風呂』全3 文藝春秋 1995年
- 『手のなかの虹 私の身辺愛玩』文化出版局 1996年
- 『ナンギやけれど… わたしの震災記』集英社 1996年 のち文庫
- 『楽天少女通ります 私の履歴書』日本経済新聞社 1998年 のちハルキ文庫
- 『セピア色の映画館』文化出版局 1999年 のち集英社文庫
- 『楽老抄 ゆめのしずく』集英社 1999年 のち文庫
  - 『楽老抄 2（あめんぼに夕立）』集英社 2007年 のち文庫
  - 『楽老抄 3（ふわふわ玉人生）』集英社 2008年 のち文庫
  - 『楽老抄 4 （そのときはそのとき）』集英社 2009年
- 『iめぇ〜る』世界文化社 2002年
- 『小町・中町浮世をゆく』実業之日本社 2000年 のちちくま文庫
- 『人生の甘美なしたたり』角川文庫 2002年
- 『夢の櫂こぎどんぶらこ』集英社 2002年 のち文庫
- 『女のおっさん箴言集』PHP研究所 2003年 のち文庫
- 『人生は、だましだまし』角川書店 2003年 のち文庫
- 『なにわの夕なぎ』朝日新聞社 2003年 のち文庫
- 『残花亭日歴』角川書店 2004年 のち文庫
- 『田辺写真館が見た"昭和"』文藝春秋 2005年 のち文庫
- 『おせい&カモカの昭和愛惜』文春新書 2006年
- 『ひよこのひとりごと 残るたのしみ』中央公論新社 2006年 のち文庫
- 『まいにち薔薇いろ 田辺聖子A to Z』『田辺聖子全集』編集室編 集英社 2006年
- 『愛を謳う』集英社文庫（エッセイ集）2008年
- 『田辺聖子の人生あまから川柳』 2008年 集英社新書
- 『上機嫌な言葉366日』海竜社 2009年
  - 『老いてこそ上機嫌』海竜社 2010年
  - 『上機嫌の才能』海竜社 2011年
- 『一生、女の子』講談社 2011年
- 『われにやさしき人多かりき わたしの文学人生』集英社 2011年
- 『田辺聖子 十八歳の日の記録』文藝春秋 2021年

### 古典翻訳・翻案
- 『舞え舞え蝸牛 新・落窪物語』文藝春秋 1977年 のち文庫
- 『新源氏物語』新潮社 1978年-1979年 のち文庫
- 『絵草紙源氏物語』岡田嘉夫絵 角川書店 1979年 のち文庫
- 『おちくぼ姫 落窪物語』岡田嘉夫絵 平凡社名作文庫 1979年 のち角川文庫
- 『私本・源氏物語』実業之日本社 1980年 のち文春文庫
- 『竹取物語・伊勢物語』学習研究社・日本の古典ノベルス 1982年 のち集英社文庫
- 『春のめざめは紫の巻 新・私本源氏』実業之日本社 1983年 のち集英社文庫
- 『むかし・あけぼの 小説枕草子』角川書店 1983年 のち文庫
- 『田辺聖子の小倉百人一首』岡田嘉夫絵 角川書店 1986年 のち文庫
- 『田辺聖子の古事記』集英社・わたしの古典 1986年 のち文庫
- 『恋のからたち垣の巻 異本源氏物語』実業之日本社 1987年 のち集英社文庫
- 『ときがたりデカメロン』講談社文庫、1987年
- 『霧ふかき宇治の恋 新源氏物語』新潮社1990年 のち文庫
- 『今昔物語絵双紙』岡田嘉夫絵 角川書店 1990年 のち文庫「今昔まんだら」
- 『源氏たまゆら』岡田嘉夫絵 講談社 1991年
- 『うたかた絵双紙 古典まんだら』岡田嘉夫絵 文化出版局 1993年
- 『とりかえばや物語』（1993年、講談社、少年少女古典文学館 8）（21世紀版 少年少女古典文学館、2009年）のち文春文庫

### 古典随筆
- 『文車日記 私の古典散歩』新潮社 1974年 のち文庫
- 『小町盛衰抄 歴史散歩私記』文藝春秋 1975年 のち文庫
- 『古川柳おちぼひろい』講談社 1976年 のち文庫
- 『源氏紙風船』新潮社 1981年 のち文庫
- 『田辺聖子と読む蜻蛉日記』創元社 1988年 「蜻蛉日記をご一緒に」講談社文庫
- 『おくのほそ道 古典の旅』講談社 1989年 のち文庫「「おくのほそ道」を旅しよう」
- 『『源氏物語』の男たち ミスター・ゲンジの生活と意見』岩波書店 1990年 のち講談社文庫、岩波現代文庫
- 『東海道中膝栗毛 古典の旅』講談社 1990年 のち文庫
- 『『源氏物語』男の世界』岩波書店 1991年 のち講談社文庫
- 『花はらはら人ちりぢり 私の古典摘み草』長谷川青澄画 角川書店 1993年 のち文庫
- 『古典の文箱』世界文化社 1999年
- 『田辺聖子の源氏がたり』新潮社 2000年 のち文庫
- 『武玉川・とくとく清水 古川柳の世界』岩波新書 2002年
- 『姥ざかり花の旅笠 小田宅子の「東路日記」』集英社 2001年 のち文庫
- 『田辺聖子の古典まんだら』新潮社 2011年
- 『続・田辺聖子の古典まんだら (一葉、晶子、芙美子)』新潮社 2013年

### 評伝
- 『千すじの黒髪 － わが愛の与謝野晶子』文藝春秋 1972年 のち文庫
- 『花衣ぬぐやまつわる…-わが愛の杉田久女』集英社 1987年 のち文庫
- 『道頓堀の雨に別れて以来なり 川柳作家・岸本水府とその時代』中央公論社 1998年 のち文庫
- 『ゆめはるか吉屋信子 秋灯机の上の幾山河』朝日新聞社 1999年 のち文庫
- 『一葉の恋』世界文化社 2004年

### 紀行
- 『ヨーロッパ横丁たべあるき』日本交通公社出版事業局 1979年 のち文春文庫
- 『ほっこりぽくぽく上方さんぽ』文藝春秋 1999年 のち文庫

### 共編著
- 『男の結び目』佐藤愛子共著 大和書房、1975年 のち集英社文庫
- 『おんながつづるおんなのくらし』全7巻 中山あい子共編 筑摩書房 1979年-1980年
- 『花源氏物語』相馬大共著 浅野喜市写真 光村推古書院 1980年
- 『お聖千夏の往復書簡』中山千夏共著 話の特集、1980年 のち集英社文庫
- 『ヒトみな神の主食 食の文化誌講義』石毛直道対談 朝日出版社 Lecture books 1981年
- 『花まんだら京都』相馬大共著 浅野喜市写真 光村推古書院 1984年
- 『古典の森へ 田辺聖子の誘う』工藤直子共著 集英社 1988年 のち文庫
- 『乾杯!女と男 聖子・新子の幸福論』時実新子共著 PHP研究所 1997年
- 『源氏・拾花春秋 源氏物語をいける』桑原仙溪共著 文英堂 1998年 のち文春文庫
- 『小説一途 ふたりの「源氏物語」』瀬戸内寂聴共著 角川学芸出版 2010年

### 作品集
- 『田辺聖子長篇全集』全18巻 文藝春秋 1981年-1982年

1. 『花狩 / 感傷旅行 / 私の大阪八景』 1981年 解説 - 野坂昭如
2. 『求婚旅行（上）』 1981年
3. 『求婚旅行（下）』 1981年 解説 - 虫明亜呂無
4. 『猫も杓子も / 女の食卓』 1982年 解説 - 小松左京
5. 『夕ごはんたべた？』 1982年 解説 - 長部日出雄
6. 『すべってころんで / 休暇は終った』 1982年 解説 - 吉行理恵
7. 『言い寄る / 私的生活』 1982年 解説 - 阿部牧郎
8. 『隼別王子の叛乱 / 文車日記―私の古典散歩』 1982年 解説 - 清水好子
9. 『おせいさんの落語 / お聖どん・アドベンチャー / 私本・源氏物語』 1982年 解説 - 筒井康隆
10. 『千すじの黒髪　わが愛の与謝野晶子 / 鬼の女房』 1982年 解説 - 落合恵子
11. 『舞え舞え蝸牛　新・落窪物語 / 小町盛衰抄　歴史散歩私記』 1982年 解説 - 眉村卓
12. 『夜あけのさよなら / 魚は水に　女は家に』 1982年 解説 - 三国一朗
13. 『女の日時計 / 愛の幻滅』 1982年 解説 - 中山あい子
14. 『浜辺先生　町を行く / スヌー物語　浜辺先生ぶーらぶら』 1982年 解説 - 鴨居羊子
15. 『窓を開けますか？ / 日毎の美女　新・醜女の日記』 1982年 解説 - 高橋章子
16. 『中年ちゃらんぽらん / 蝶花嬉遊図』 1982年 解説 - 藤本義一
17. 『ダンスと空想』 1981年 解説 - 中山千夏
18. 『しんこ細工の猿や雉 / 朝ごはんぬき？』 1981年 解説 - 沢木耕太郎

- 『田辺聖子珠玉短篇集』全6巻 角川書店 1993年　全巻解説 - 池内紀
- 『田辺聖子全集』全24巻 集英社 2004年-2006年
- 『Tanabe Seiko Collection』ポプラ文庫（全8巻、2008年 - 2010年） - 各巻作者インタビューを収録

1. 『百合と腹巻』 2008年
 収録作品:四人め / 母と恋人 / 大阪無宿 / 百合と腹巻 / 薔薇の雨
2. 『おそすぎますか？』 2008年
 収録作品:夢とぼとぼ / あんたが大将 / おそすぎますか？ / ぎっちょんちょん / 友を背にして
3. 『感傷旅行』 2009年
 収録作品:恋の棺 / いま何時？ / 田舎の薔薇 / 感傷旅行 / 「旅」は小説の強い力
4. 『お茶が熱くてのめません』 2009年
 収録作品: お茶が熱くてのめません / もと夫婦 / 下町 / よかった、会えて / 夢のように日は過ぎて
5. 『うすうす知ってた』 2009年
 収録作品:うすうす知ってた / 色気もへちまも / 君や来し / グイチグイチ / クワタサンとマリ
6. 『無芸大食』 2009年
 収録作品:いわしのてんぷら / うつつを抜かして / オムライスはお好き？ / 無芸大食 / はじめに慈悲ありき
7. 『鼠の浄土』 2009年
 収録作品:当世てっちり事情 / 鼠の浄土 / 種貸さん / びっくりハウス / 書き屋一代 / 神様は意地悪じゃない
8. 『お手紙下さい』 2010年
 収録作品:週末の鬱金香 / このへんで… / 篝火草の窓 / へらへら / お手紙下さい

## 演じた俳優
- 藤山直美（1979年、NHK銀河テレビ小説 『欲しがりません勝つまでは』 / 2006年 - 2007年、NHK連続テレビ小説『芋たこなんきん』） - それぞれ田辺をモデルとする主人公を演じた。
- 南沙良（2022年8月15日、NHK総合『セイコグラム 転生したら戦時中の女学生だった件』） - 南沙良が田辺に転生し戦時経験を追体験するドラマ。原作『田辺聖子 十八歳の日の記録』